# Aquilegia caerulea
Aquilegia caerulea é uma planta ornamental, herbácea perene, erecta e vigorosa, de caules finos, com maciços de folhas ordenadas, graciosas, de cor verde azulado, que podem atingir de 20 a 60 cm de altura.
Pertence ao gênero Aquilegia.
Sua origem é o México.